# ویلی فاگان
ویلی فاگان (انگلیسی: Willie Fagan؛ ۲۰ فوریه ۱۹۱۷ – ۲۹ فوریهٔ ۱۹۹۲) بازیکن فوتبال اهل اسکاتلند بود.

## باشگاهی
از باشگاه‌هایی که در آن بازی کرده‌است می‌توان به باشگاه فوتبال پرستون نورث اند، باشگاه فوتبال ویموث، باشگاه فوتبال سلتیک، باشگاه فوتبال لیورپول اشاره کرد.

## تیم ملی
وی همچنین در تیم ملی فوتبال اسکاتلند بازی کرده است.